# Josep Rubió i Lluch
Josep Rubió i Lluch, de nom complet Josep Francesc Rubió Lluch (Tàrrega, 1779 - Barcelona 28 d'abril de 1849) va ser un impressor i llibreter català, fill de Miquel Rubió, llibreter, i d'Antònia Lluch.
Cap a l'any 1802 es va establir com a llibreter a Barcelona, al carrer de la Baixada de la Presó. El 1810 era impressor a Vilanova i la Geltrú, ciutat a la qual fa cap després de l'inici de la guerra del francès. Fins al 1813 va imprimir a Vilafranca, i aquell mateix any va desplaçar-se a Reus, tal com van fer els impressors i llibreters Francesc Roca i la Viuda Sastres. Aquell any ja imprimia a la capital del Baix Camp la publicació liberal Periódico Político y Mercantil de la Villa de Reus, el primer periòdic que s'edità a la ciutat, impulsat pel doctor Jaume Ardèvol. Tenia la impremta al Col·legi de Sant Joan, l'antic convent dels carmelites que havia estat un hospital durant l'ocupació de la ciutat pels francesos i que era un lloc d'assistència pública per a pobres i indigents, amb el nom de Casa de la Caritat. Segons Vilaseca, Rubió reimprimia a Reus un Diario del Imperio Francés, que s'editava a Vic, a benefici també de la casa de la Caritat, i segons Joaquim Santasusagna, que segurament ho treu de Manuel Gómez Imaz, va imprimir també un Periódico extraordinario de Reus.
Els anuncis del Periódico político y mercantil... aporten informació sobre les activitats de Rubió com a impressor a Reus. Al núm. 4, pàgina 16, hi diu: «En la imprenta de este periódico en el Colegio de san Juan se hallará en venta una colección de discursos y papeles políticos», cosa que indica que la impremta també era una llibreria. Pel número 81 del Periódico... se sap que ha traslladat la impremta al carrer de Monterols, «al primer piso de la casa de la viuda Grau», i com que en aquell lloc «también hacen libros en blanco de todos los tamaños y en la misma librería se encuadernarán» se sap que Rubió era enquadernador i relligador. Pel febrer de 1814 torna a canviar de local, i el número 33 del Periódico... d'aquell any s'imprimeix «en la oficina de Rubió, calle de Jesús, esquina con la calle Nueva». Pel març de 1814 Rubió va deixar d'imprimir el Periódico... quan va aparèixer l'impressor Joaquim Artigas que va continuar la publicació, encara que l'abril d'aquell any seguia establert a Reus, ja que hi va imprimir un fulletó amb el títol de Suscinta relación de las demostraciones con que se esmeró la villa de Reus en obsequiar a su amado monarca don Fernando VII, quan el rei va visitar la ciutat.
El 1814 es va absentar de Reus quan Ferran VII va abolir la constitució de 1812. Es va instal·lar a Barcelona, al carrer de la Llibreteria, on tenia la impremta i una llibreria, primer de nou i després de vell. El seu besnet Jordi Rubió va dir d'ell que era un impressor i llibreter de vell pobríssim. En aquesta llibreria l'ajudava el seu fill Josep, que després continuà l'ofici, i on va aprendre també a fer d'impressor un altre fill seu, Joaquim Rubió i Ors, que després va ser conegut com un dels iniciadors de la Renaixença.
Josep Rubió i Lluch va morir a Barcelona el 1894 i va ser enterrat al Cementiri del Poblenou.